# Le Catelet
Le Catelet es una comuna francesa, situada en el departamento de Aisne, de la región de Alta Francia.
Francisco I, estableció en 1520 una fortaleza en el lugar, fronteriza con los Países Bajos de los Habsburgo, fue ocupada en repetidas ocasiones por las tropas españolas (1557-1559, 1595-1598, 1636-1637 y en 1650). Al establecerse la frontera más al norte Luis XIV arrasó la fortaleza en 1674.

## Demografía
| 249 | 243 | 272 | 243 | 223 | 218 | 201 | 196 |
| Para los censos de 1962 a 1999 la población legal corresponde a la población sin duplicidades (Fuente: INSEE [Consultar]) |     |     |     |     |     |     |     |